# Рыбкинский район
Рыбкинский район — упразднённая административно-территориальная единица в составе Средневолжской области, Мордовской АО и Мордовской АССР, существовавшая в 1928—1963 годах. Административный центр — село Рыбкино.

## Население
По данным переписи 1939 года в Рыбкинском районе проживало 35 063 чел., в том числе мордва — 48,8 %, русские — 43,9 %, татары — 6,2 %. По данным переписи 1959 года в районе проживало 24 086 чел.

## История
Рыбкинский район был образован 16 июля 1928 года в составе Мордовского округа Средневолжской области. В 1930 году вошёл в состав Мордовской АО (с 1935 года — АССР).
По данным 1945 года район включал 20 сельсоветов: Больше-Азясьский, Вагапинский, Ефаевский, Зайцевский, Кичатовский, Лесно-Сазоновский, Мало-Азясьский, Мамалаевский, Михайловский, Ново-Мамаянгинский, Ново-Резеповский, Ново-Толковский, Рыбкинский, Самозлейский, Старо-Аллагуловский, Старо-Мамангинский, Старо-Самаевский, Сутягинский, Украинский и Черемисский.
14 марта 1959 года к Рыбкинскому району была присоединена часть территории упразднённого Старосиндровского района.
1 февраля 1963 года Рыбкинский район был упразднён, а его территория разделена между Ковылкинским, Краснослободским и Торбеевским районами.

## Экономика
По данным 1938 года в районе имелись фосфоритный завод, водяная мельница, машинно-тракторная мастерская и 2 машинно-тракторных станции, типография, 2 артели. В 1939 году в районе было 37 начальных, 9 неполных средних и 3 средних школы, 14 библиотек, 13 изб-читален, 13 клубов, дом пионеров, больница, аптека, амбулатория, 4 фельдшерских и фельдшерско-акушерских пункта, 5 трахоматозных пунктов и 2 роддома. Крестьяне районы были объединены в 53 колхоза. С 1935 года издавалась газета «Колхозная правда».